# Pontus Holmgren
Anders Pontus Holmgren, född 11 oktober 1964 i Vantörs församling, Stockholm,  är en svensk musiker, låtskrivare och sångare.
Holmgren var gitarrist i hårdrocksbandet Standby i slutet på 70-talet till tidigt 80-tal samt gitarrist och sångare i popgruppen Pontus & Amerikanerna på 90-talet.